# Iarubita
Els Al Yàrub (àrab: آل يعرب, Āl Yaʿrub) o dinastia dels iarúbides (àrab: اليعاربة, al-yaʿāriba) foren una nissaga que va governar Oman amb capital a Rustak, a Djabrin o a al-Hazm, entre vers el 1615/1724 i el 1748/1749. El seu nom en singular és yarubí, i en plural yaàriba. En una data incerta entre 1615 i 1624 Nàssir ibn Múrxid, de la dinastia iarúbida, va rebre el jurament com a imam (l'imamat dominava l'interior d'Oman) i va establir una nova nissaga que va establir la seva capital a Rustak. Després de les lluites i victòries sobre els portuguesos la dinastia va esdevenir una potència marítima. Nàssir va tenir com a successor Sultan ibn Sayf (1649-1680), que va fer construir el poderós fort circular de Nizwa. El seu fill i successor, Balàrab (1680-1692), va fer construir el fort de Djabrin, i va reprendre el desenvolupament de les terres agrícoles. Sota el seu germà Sayf II, que el va succeir el 1692, Oman va arribar a la seva màxima potència, conquerint Mombasa, Kilwa i Pemba, en guerra contra els portuguesos. La flota omanita estava molt desenvolupada. Sayf II va imposar als perses el dret d'entrada al golf per a les seves naus. A l'interior va restaurar els principals sistemes de reg per canalització (falaj), en total disset, i va desenvolupar l'agricultura i els palmerars de dàtils i cocoters. El seu fill i successor, Sultan II (1711-1719), va estendre encara els dominis marítims sotmetent les illes Bahrain; va construir la fortalesa d'al-Hazm on es va establir. La societat havia esdevingut en gran part una casta de rics mercaders i propietaris de terres que explotaven a les classes sotmeses de pagesos i esclaus. A la seva mort el 1719, Sultan II va deixar només un fill, que era menor d'edat, Sayf II: els ulemes van deixar de donar suport a la successió dinàstica i van presentar el seu propi candidat. Després d'una guerra civil que va durar del 1719 al 1723, i el govern opositor de Muhammad ibn Nasir del 1724 al 1728, Sayf II va recuperar el control fins al 1743 però amb forta oposició (nova guerra civil, 1732-1738) afavorida per la ingerència persa sota Nàdir-Xah Afxar. A la seva mort l'imamat va passar a Balàrab ibn HimIar (pretendent a la darrera guerra civil). Abu-Hilal Àhmad ibn Saïd, governador de Suhar, va iniciar l'expulsió dels perses i va anar assegurant el control del país. No és clar si va agafar el títol d'imam a la mort de Balàrab ibn HimIar (1748) o poc després (10 de juny de 1749), o en alguna altra data, però en tot cas sembla que ja gaudia del poder de fet des de vers 1741, quan Oman fou atacat per les forces de Nàdir-Xah de Pèrsia, dirigides per Muhammad Taki Khan Shirazi, al que va contenir mitjançant un acord. Va fundar la dinastia dels Al Busaid. Encara el seu fill i successor, Saïd (I) ibn Ahmad, que el va succeir el 1783, va portar el títol d'imam, però fou molt impopular i va abdicar al cap de tres anys (1786), deixant el poder al seu fill Hamid ibn Saïd (que portava el títol de sàyyid, però fou generalment conegut com a sultà), retirant-se a al-Rastak i conservant el títol d'imam (va morir el 1811)

## Llista d'imams iarubites
- 1615-1649 Nàssir ibn Múrxid
- 1649-1680 Sultan I ibn Sayf
- 1680-1692 Balàrab ibn Sultan
- 1692-1711 Sayf I ibn Sultan Qayd al-Ard
- 1711-1719 Sultan II ibn Sayf
- 1719-1724 Sayf II ibn Sultan 
  - 1719-1720 al-Muhanna ibn Sultan ibn Màjid (en rebel·lió)
  - 1722-1723 Yarub ibn Bilàrab (en rebel·lió)
- 1724-1728 Muhàmmad ibn Nàssir
- 1728-1743 Sayf II ibn Sultan (segona vegada)
  - 1732-1738 Balàrab ibn Himyar ibn Sultan (en rebel·lió)
- 1742-1743 Sultan III ibn Múrxid ibn Adí (juntament amb Sayf II ibn Sultan)
- 1744-1748 Balàrab ibn Himyar ibn Sultan (segona vegada)